# Gerichtsamt Pegau
Das Gerichtsamt Pegau war in den Jahren zwischen 1856 und 1879 die unterste Verwaltungseinheit nach der Abschaffung der Patrimonialgesetzgebung und erfolgter Auflösung des Rent- und Justizamtes Pegau im Königreich Sachsen. Es hatte seinen Amtssitz in der Stadt Pegau.

## Geschichte
Nach dem Tod des Königs Friedrich August II. von Sachsen wurde unter dessen Nachfolger  König Johann nach dem Vorbild anderer Staaten des Deutschen Bundes die Abschaffung der Patrimonialgesetzgebung verordnet. An die Stelle der bisher im Königreich Sachsen in Stadt und Land vorhandenen Gerichte der untersten Instanz traten die zentral gelegenen Bezirksgerichte und Gerichtsämter in nahezu allen größeren Städten. Die Details der Verwaltungsreform regelte das sächsische Gerichtsverfassungsgesetz vom 11. August 1855 und die Verordnung über die Bildung der Gerichtsbezirke vom 2. September 1856.
Stichtag für das Inkrafttreten der neuen Behördenstruktur im Königreich Sachsen war der 1. Oktober 1856. Das neu gebildete Gerichtsamt Pegau unterstand dem Bezirksgericht Borna.
Der Sprengel des Gerichtsamtes umfasste folgende Ortschaften:
| - Pegau - Altengroitzsch - Audigast - Auligk (Obernhof, oberen und unteren Teils) - Bennewitz - Brösen - Carsdorf - Cöllnitz - Costewitz - Droßkau - Elstertrebnitz - Eulau - Gatzen - Greitschütz - Groitzsch - Großpriesligk - Großstolpen - Großstorkwitz | - Großwischstauden - Käferhain - Kleinoderwitz - Kleinprießligk - Kleinstolpen - Kleinwischstauden - Kobschütz - Langenhain - Leipen - Lippendorf - Löbnitz - Maltitz - Maschwitz - Medewitzsch - Methewitz - Michelwitz - Nöthnitz | - Obermühle bei Pegau - Obertitz - Oderwitz (Groß-) - Oellschütz - Pautzsch - Piegel - Pödelwitz - Saasdorf - Schnaudertrebnitz - Spahnsdorf - Stöntzsch - Tannewitz - Trautzschen - Weiderode - Wiederau - Zauschwitz - Zschagast |

Die Zivil- und Kriminalgerichtsbarkeit im Weichbild der Stadt wurde in allen ihren Zweigen vom Gerichtsamt Pegau verwaltet. Die Polizei und die Polizeigerichtsbarkeit aber stand, mit Ausnahme des Pass- und Fremdenwesens, welches auch das Gerichtsamt Pegau verwaltete, dem Bürgermeister und städtischem Rat zu, dem somit die gesamte Wohlfahrts-, Sicherheits-, Gewerbe- und Gesindepolizei  sowie das Innungswesen unterstand.
Nach der Neustrukturierung der Gerichtsorganisation gemäß dem Gesetz über die Organisation der Behörden für die innere Verwaltung vom 21. April 1873 gingen die Verwaltungsbefugnisse der Gerichtsämter mit Wirkung vom 15. Oktober 1874 auf die umgestalteten bzw. neu gebildeten Amtshauptmannschaften über.
Seitdem das bisherige königliche Gericht als königliches Gerichtsamt bezeichnet wurde, führte sein Vorstand den Titel Gerichtshauptmann.
Das Gerichtsamt Pegau wurde im Zuge der Neustrukturierung der sächsischen Gerichtsorganisation gemäß dem Gesetz über die Organisation der Behörden für die innere Verwaltung vom 21. April 1873 in die zum 15. Oktober 1874 neugeschaffene Amtshauptmannschaft Borna mit Sitz in der Stadt Borna integriert.
Das Gerichtsamt Pegau wurde 1879 auf Grund des Gesetzes über die Bestimmungen zur Ausführung des Gerichtsverfassungsgesetzes im Deutschen Reich vom 27. Januar 1877 und des Gesetzes über die Zuständigkeit der Gerichte in Sachen der nichtstreitigen Gerichtsbarkeit vom 1. März 1879 durch das neu gegründete Amtsgericht Pegau abgelöst.

## Schriftliche Überlieferung
Die Archivalien des Gerichtsamts Pegau werden als Bestand 20103 Gerichtsamt Pegau heute im Sächsischen Staatsarchiv – Staatsarchiv Leipzig verwaltet. Dieser Bestand umfasst über 12 laufende Meter Archivgut aus den Jahren 1687, 1812 bis 1879.

## Richter
Die Leiter des Gerichtsamts trugen den Titel Gerichtsamtmann. Dies waren:
- 1856–1865: Carl Wilhelm Gangloff (vorher Amtmann beim Justizamt Pegau)
- 1866–1879: Karl Moritz von Logau (vorher Gerichtsamtmann beim Gerichtsamt Neustedt)

## Weblink
- Eintrag zum Gerichtsamt Pegau im Digitalen historischen Ortsverzeichnis von Sachsen